# Nino Bule
Nino Bule (Čapljina, Bòsnia i Hercegovina, 19 de març de 1976) és un exfutbolista croat. Va disputar 3 partits amb la selecció de Croàcia.